# كنبول (كامبريدجشير)
كنبول (بالإنجليزية: Knapwell)‏ هي أبرشية مدنية تقع في المملكة المتحدة في إنجلترا. يقدر عدد سكانها بـ 110 نسمة .